# Roggeveld
Het Roggeveld is een gehucht in Esen, een deelgemeente van de Belgische stad Diksmuide. 
Het gehucht ligt 3 km ten zuidoosten van het dorpscentrum van Esen, aan het kruispunt van de Roeselarestraat N35 en de Steenstraat.

## Geschiedenis
Door de plaats loopt van zuidwest naar noordoost de Steenstraat, een oud Romeins wegtracé.
Uit de 17de eeuw dateren vermeldingen van een herberg "Te Rochevelle" en een windmolen, de Roggeveldmolden. Op de Ferrariskaart uit de jaren 1770 is de plaats aangeduid als het gehucht Het Roggevelt, en is eveneens de windmolen weergegeven.
De Atlas der Buurtwegen uit 1841 toont het gehucht doorsneden door de weg van Diksmuide naar Roeselare, en vermeldt eveneens de "Roggeveldmolen". 
In 1858 werd net te noorden van het Roggeveld de spoorlijn 73 tussen Veurne en Lichtervelde geopend.
In de Eerste Wereldoorlog lag Esen nabij het front. De Roggeveldmolen werd op 20 oktober 1914 kapot geschoten. Esen viel uiteindelijk al gauw in Duitse handen. Op het gehucht Roggeveld kwam een Duits rustkwartier. De oude herberg "'t Roggeveld" deed dienst als Duitse "Ortskommandatur". De herberg "'t Nieuw Roggeveld" aan de overkant van de weg werd als veldhospitaal ingericht. Al tijdens en na de Slag om de IJzer, in oktober en november 1914 legden de Duitsers hier een begraafplaats aan, het Friedhof Roggeveld.
Omdat na de oorlog Roggeveld niet was vernield, in tegenstelling tot het dorpscentrum van Esen, werd de herberg op het Roggeveld na 1918 even gebruikt voor de vergaderingen van het schepencollega en de gemeenteraad van de gemeente Esen.

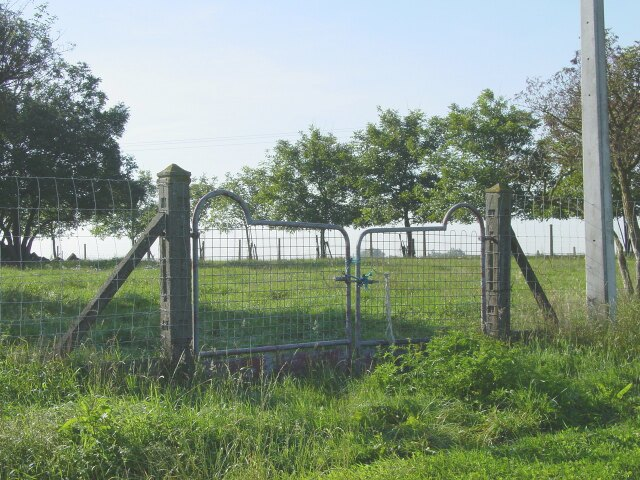
Site van de voormalige Duitse begraafplaats

De Duitse militaire begraafplaats bleef aanvankelijk bewaard na de oorlog, en in 1932 werd hier de beeldengroep "Het Treurend Ouderpaar" van Käthe Kollwitz geplaatst. In 1956 werden verschillende Duitse begraafplaatsen in de omgeving ontruimd en verzameld in enkele grotere Duitse begraafplaatsen. Zo werd ook de begraafplaats op het Roggeveld ontruimd: de geïdentificeerd graven en de beelden van Käthe Kollwitz werden overgebracht naar het Deutscher Soldatenfriedhof Vladslo.
In de eerste decennia van de 21ste eeuw gebeurden op het kruispunt aan het Roggeveld verschillende zware ongevallen. Bij ongevallen in 2016 en 2017 kwamen wagens in de gevel van de oude herberg, waarbij het kruispunt wegens een afbrokkelend gevel zelfs een tijd dicht moest.. Een deel van de herberg werd daarop de volgende jaren gesloopt.

## Bezienswaardigheden
- Het kunstwerk "Gefallene Landschaftsmarkierung", een monument opgericht in 2023 op de locatie van de voormalige Duitse begraafplaats van het Roggeveld